# Franz Ulrich von Kleist

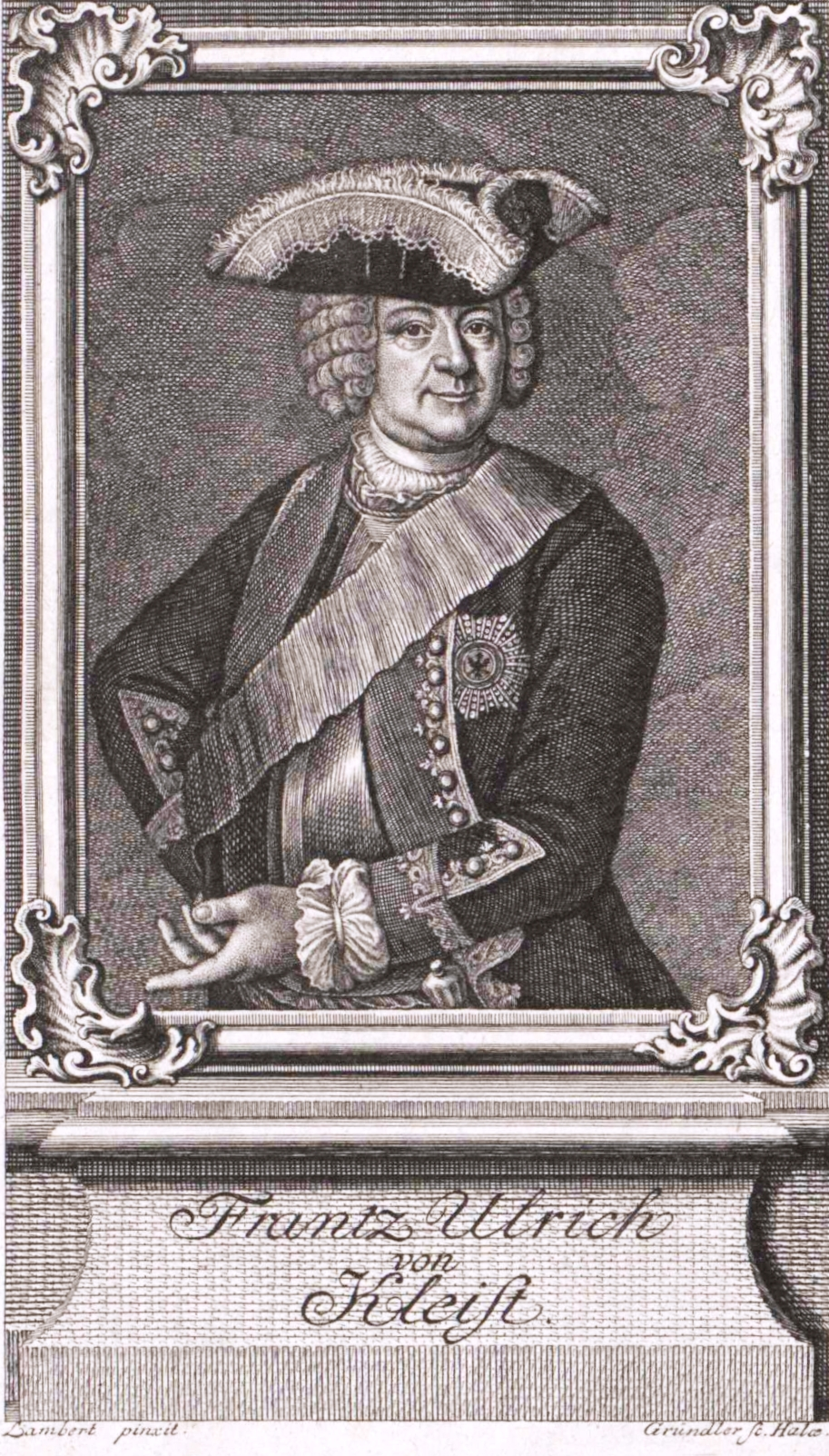
Frantz Ulrich von Kleist

Franz Ulrich von Kleist (* 2. Februar 1688 auf Kowalk; † 13. Januar 1757 in Dresden) war ein preußischer Generalleutnant und Träger des Schwarzen Adler-Ordens.

## Leben
Er war ein Sohn von Georg von Kleist (1640–1720) und Anne Ernestine von Zastrow (1658–1725) aus dem Hause Wusterhausen. Schon mit 14 Jahren kam von Kleist zur Armee. Er wurde dem Regiment (Grumbkow) zugeordnet und zog 1703 in den spanischen Erbfolgekrieg. Dort war er an den Schlachten von Höchstädt (1703) und Schellenberg (1704) teil. Er war 1708 bei der Belagerung von Lille (Ryssel) dabei. Dort wurde er am Fuß derart schwer verwundet, dass man diesen schon amputieren wollte. 1709 war er schon in der Schlacht von Malplaquet wieder dabei und 1710 bei der Belagerung von Douay, dort wurde er an der Schulter verletzt. Inzwischen war er bis zum Leutnant aufgestiegen. Mit Genehmigung des preußischen Königs ging er nun in pfälzische Dienste im Regiment „Zobel“. Dort wurde er Generaladjutant des General von Zobel. 1712 wurde er zum Major befördert. Nach dem Frieden von Utrecht wurde die pfälzische Armee reduziert und auch Kleist entlassen (er sollte bleiben können, falls er zum Katholizismus konvertieren würde, tat dieses aber nicht). So kam er wieder auf das Gut Kowalk. 1716 kam er wieder zur preußischen Armee und kam in das Regiment „Schwendy zu Fuß“. 1724 wurde er preußischer Major im Regiment „Markgraf Ludwig zu Fuß“, ferner wurde er mit dem Orden De la Générosité ausgezeichnet. 1729 wurde er einer Gruppe von zwölf preußischen Offizieren zugeordnet, die im Auftrag des Königs der Armee von Genua gegen Aufständische in Korsika helfen sollte. Nach seiner Rückkehr erstattet er dem König Bericht, den dieser wohlwollend zur Kenntnis nimmt. 1738 wird er Oberstleutnant und 1739 Kommandeur des Regiments „Röder zu Fuß“. Mit diesem Regiment zieht er in den ersten Schlesischen Krieg. Am 13. Mai 1741 wird er Oberst und am 17. Mai 1742 kämpft er in der Schlacht bei Chotusitz. 1742 wurde er von König Friedrich II. mit dem Orden Pour le Mérite ausgezeichnet. 1745 kämpft er unter dem Kommando von Lehwald in der Grafschaft Glatz gegen die königlich ungarischen Österreicher. Er kämpfte in Habelschwerdt, Hohenfriedberg und Soor. Am 1. Dezember 1745 wurde er zum Generalmajor ernannt und am 1. Mai 1747 übernahm er das Regiment „Anhalt-Dessau zu Fuß“. 1756 wurde er zum Generalleutnant ernannt. In der Schlacht bei Lobositz kommandierte er eine Brigade im Zentrum so kühn, dass er nach der Schlacht dafür dem den schwarzen Adlerorden ausgezeichnet wurde. Alle sein Hauptleute erhielten den Pour le Mérite. Allerdings hatte er auch einen Schuss in die Wade erhalten und nicht versorgen lassen. Er begab sich nach Dresden um sich dort zu kurieren. Dort starb er am 13. Januar 1757 an Komplikationen.

## Familie
Er war zweimal verheiratet. Seine erste Frau war Luise Eleonore von Putlitz (* 15. November 1705). Das Paar hatte vier Söhne und fünf Töchter.
- Helene Luise (* 15. Januar 1723)

⚭ Christoph Wilhelm von Belling (auf Dossow)
⚭ 30. November 1762 Hans Ehrentreich von Bornstedt (1722–1807)
- Hans Sigesmund (* 7. Januar 1724; † 9. Februar 1784), Offizier
- Hedwig Charlotte Christiane (* 9. Oktober 1725; † 13. Februar 1765) ⚭ Generalleutnant Henning Alexander von Kleist (* 4. Juni 1707; † 20. Januar 1784) (Haus Raddatz)
- Friedrich Wilhelm (* 27. Februar 1728; † 1770) Kriegs- und Domänenrat
- Christian Leopold Ulrich (* 4. November 1730; † 25. August 1758), Offizier gefallen in der Schlacht bei Zorndorf
- Johanne Elisabeth (* 24. Januar 1732; † 13. Februar 1765)

⚭ Oberstleutnant von Reinhard
⚭ 24. August 1762 Joachim Ernst von Otterstedt (* 21. Januar 1729; † 14. Oktober 1785)
- Maria Eleonore (* 25. Mai 1733; † 3. August 1768)

⚭ Hans Andreas von Rosen
⚭ 24. August 1762 Engelbrecht von Oschersleben
- Kaspar Karl (* 24. September 1734; † 27. November 1808) ⚭ Marie Luise von Boehn (* 14. Oktober 1739; † 15. Mai 1803)
- Franz Kasimir (* 25. Januar 1736; † 30. März 1808) ⚭ Caroline Luise Eleonore Johanne von Kleist (* 7. Dezember 1747; † 1780) (Haus Groß Tychow)

Seine zweite Frau war Dorothea Margarete von Lepel († 25. Mai 1774). Sie war die Tochter von Generalleutnant Otto Gustav von Lepel und Witwe des Oberstleutnants Nikolaus Christoph von Kleist aus dem Leibregiment. Sie brachte zwei Kinder mir in die Ehe:
- Auguste Magarethe (* 11. November 1726; † 7. Oktober 1794) ⚭ Friedrich Luipold von Wedel (auf Cremzow) (* 14. März 1714; † 4. März 1760)
- Sophia Dorothea (* 28. Februar 1728; † 18. Juni 1811)

⚭ Carl Matthias von Lepel (geschieden)
⚭ 2. Februar 1754 Friedrich Ludwig von Kleist (* 8. August 1717; † 5. Januar 1797)
Mit von Kleist hatte sie noch einen Sohn und eine Tochter:
- Wilhelmine Louise (* 10. November 1740; † 27. Februar 1776) ⚭ 18. März 1769 Joachim Ernst von Otterstedt (ihr Schwager)
- Friedrich Otto Gustav (* 22. März 1744; † 3. Juli 1794) ⚭ Dorothea Elisabeth Wilhelmine von Briest († 21. Juni 1811)